# Good Charlotte (album)
Good Charlotte je debitantski studijski album istoimenog američkog sastava Good Charlotte, objavljen 6. listopada 2000.
To je ujedno i njihov jedini album snimljen s originalnom postavom. S albuma, kojeg su producirali Don Gilmore i John Feldmann su objavljena četiri singla: "Little Things", "The Motivation Proclamation", "The Click" i "Festival Song". Ponovno je objavljen 2002. uz njihov drugi studijski album The Young and the Hopeless.

## Popis pjesama
Sve pjesme su napisali Benji i Joel Madden.
1. "Little Things" – 3:23
2. "Waldorf Worldwide" – 3:21
3. "The Motivation Proclamation" – 3:36
4. "East Coast Anthem" – 2:27
5. "Festival Song" – 3:00
6. "Complicated" – 2:49
7. "Seasons" – 3:15
8. "I Don't Wanna Stop" – 2:41
9. "I Heard You" – 2:43
10. "Walk By" – 2:42
11. "Let Me Go" – 3:01
12. "Screamer" – 3:36
13. "Change" – 4:42

- "Thank You Mom" (skrivena pjesma) - 3:56

### Reizdanje 2002.
1. "Little Things" – 3:22
2. "Waldorfworldwide" – 3:16
3. "The Motivation Proclamation" – 3:40
4. "East Coast Anthem" – 2:27
5. "Festival Song" – 3:00
6. "Complicated" – 2:49
7. "Seasons" – 3:15
8. "I Don't Wanna Stop" – 2:40
9. "I Heard You" – 2:42
10. "The Click" – 3:33
11. "Walk By" – 2:42
12. "Let Me Go" – 3:01
13. "Screamer" – 3:36
14. "Change" – 4:42

- "Thank You Mom" (skrivena pjesma) - 3:56

## Osoblje
| Good Charlotte - Joel Madden – glavni vokali - Benji Madden – gitara, prateći vokali - Billy Martin– gitara, dodatni vokali (pjesma 1) - Paul Thomas – bas-gitara, dodatni vokali (pjesma 1) - Aaron Escolopio – bubnjevi, udaraljke, dodatni vokali (pjesma 1) Dodatni glazbenici - Jimi HaHa – dodatni vokali (pjesma 3) | Ostalo osoblje - Don Gilmore – produciranje, snimanje, inženjer zvuka, miksanje(sve osim pjesme 7 i 13) - Tom Lord-Alge – miksanje (pjesme 7 i 13) - Bob Jackson – pomoćnik inženjera zvuka - John Ewing Jr. – dodatni inženjer zvuka - Matt Griffen – pomoćnik - Paul Oliveira – pomoćnik - Pete Novack – pomoćnik - Mauricio Iragorri – pomoćnik - Vlado Meller – mastering (sve osim pjesme 1) - Ted Jensen – mastering (pjesme 1) - Kid Vicious – koncept ilustracija - Frank Harkins – voditelj ilustracija - Julian Peploe – voditelj ilustracija - Maja Blazejewska – dizajn - Topper – tetovaža na omotu albuma - Rafael Fuchs – fotografija |

## Top liste
| Godina | Top lista                        | Pozicija |
| ------ | -------------------------------- | -------- |
| 2002.  | Billboard Top Pop Catalog Albums | 1        |
| 2001.  | U.S. Billboard Top Heatseekers   | 13       |
| 2001.  | New Zealand Album Chart          | 12       |